# Mazurka

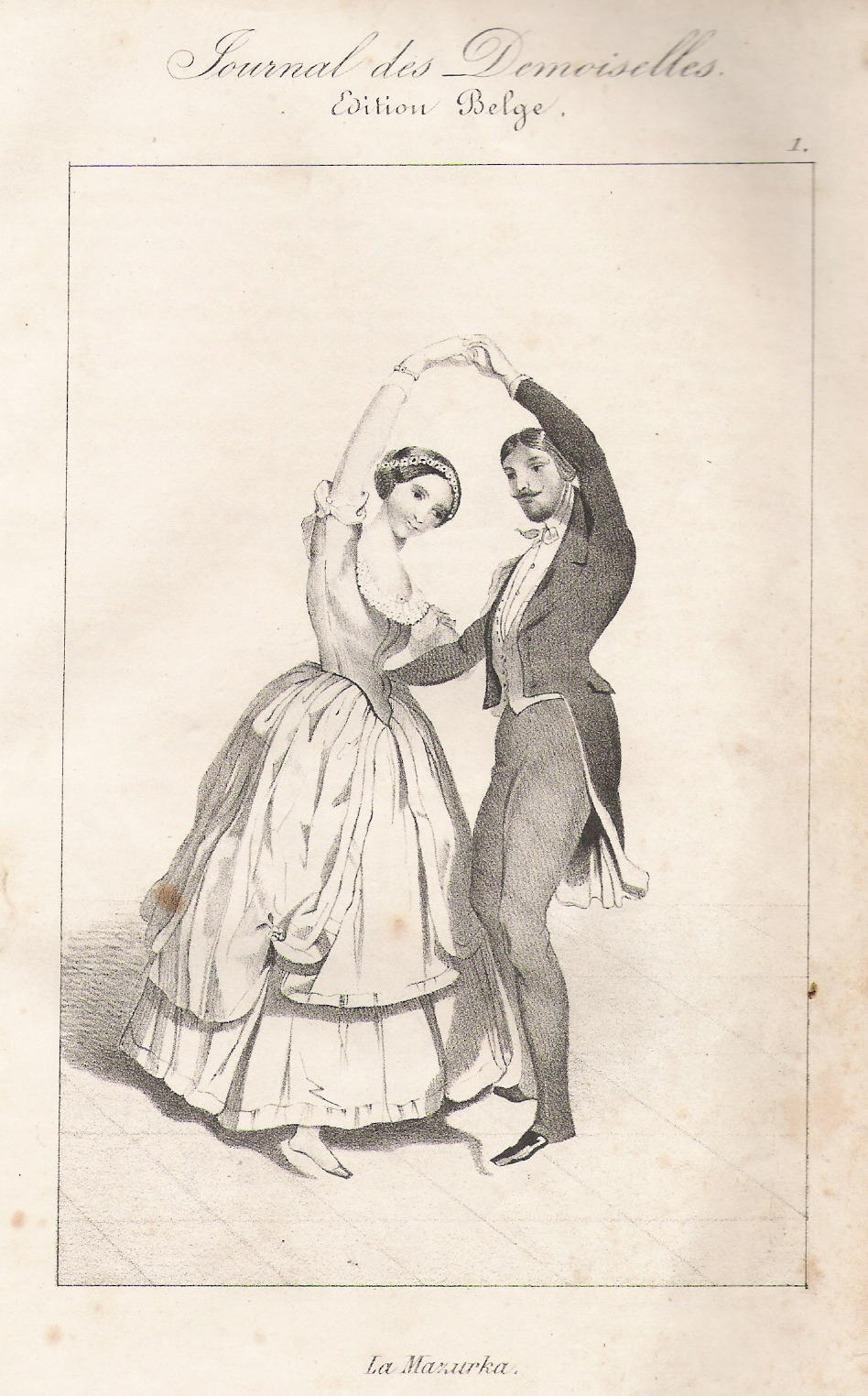
De mazurka op een afbeelding uit 1845

Een mazurka is een dans in driekwartsmaat met een extra nadruk op de tweede tel (in tegenstelling tot een wals). In het Nederlandse dansrepertoire is een voorbeeld de dans Jan Pierewiet. De mazurka werd door Chopin (1810-1849) geïntroduceerd in de kunstmuziek.
De mazurka is een gestileerde versmelting van drie Poolse volksdansen: de mazur, de kujawiak en de oberek. De mazur is een Slavische dans uit de Poolse provincie Mazurië. Karakteristiek ervoor zijn het gepuncteerde ritme, de melodiesprongen en het wisselend accentueren van de zwakke maatdelen (2de en 3de tel). De kujawiak is een langzame draaidans in 3/4-maat uit Kujavië, met sterk versierde melodiek en zonder al te sterke accenten. De oberek (instrumentaal) of obertas (vocaal) is de snelste Poolse volksdans, een werveldans waarvan het tempo wordt opgevoerd, oorspronkelijk een zeer snelle kujawiak.
Vanaf ca. 1600 was de mazurka ook bij de Poolse adel geliefd, waarna tot ca. 1900 de dans als gezelschapsdans populair werd in onder andere Frankrijk, Duitsland en Rusland. In de klassieke muziek is de mazurka ook geliefd geweest; Frédéric Chopin heeft een groot aantal mazurka's geschreven. De in Mazurië gespeelde volksmuziek inspireerde de Poolse componist Karol Szymanowski (1882-1937) bovendien tot een serie van twintig mazurka's met het ritme dat we van Chopin kennen, maar met een typisch Slavische melodie die een ontroerende sereniteit tot klank brengt.
Ook buiten Europa ontstond een traditie tot het componeren van mazurka's. Op Curaçao werd de mazurka in de 19e eeuw en het begin van de 20e eeuw gedanst op het moment dat een feest het hoogtepunt had bereikt. Bekende componisten van Curaçaose mazurka's zijn onder anderen Jan Gerard Palm (1831-1906), Rudolph Palm (1880-1950) en Jacobo Palm (1887-1982).

## Voorbeelden van mazurka-ritmiek
De tweede tel wordt dikwijls gemarkeerd doordat de eerste tel een ritmisch motief heeft.
- De hopfiguur op de eerste tel:
- De triool op de eerste tel (i.c.m. hopfiguur in volgende maat):